# Дедлайн

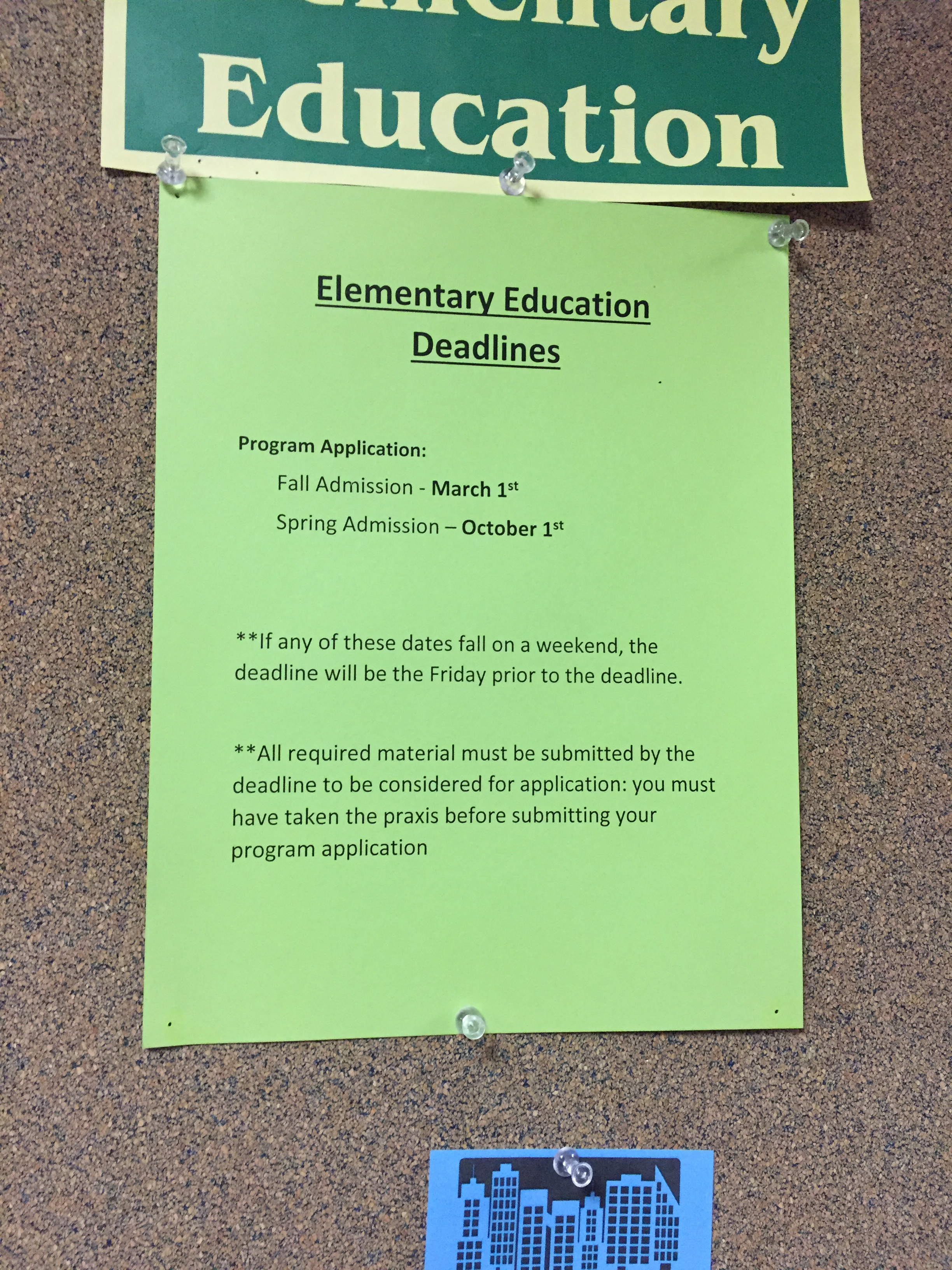
Объявление в школе с указанием крайних сроков

Кра́йний срок, или дедла́йн (от англ. deadline — мёртвая линия) — дата выполнения задачи или работы, определённый момент времени, к которому должна быть достигнута цель или задача. По истечении этого времени элемент можно считать просроченным (например, для рабочих проектов или школьных заданий). Если рабочие задания или проекты не завершены к установленному сроку, это может отрицательно повлиять на рейтинг производительности сотрудника или оценку учащегося.
В некоторых случаях материалы не могут быть отправлены после указанного срока. Это может происходить с объявлениями о подаче предложений, тендерными заявками и датами подачи заявок в университеты и профессиональные школы. При проведении тестов и экзаменов в школах, университетах и на конкурсах на вакансии после истечения срока прохождения теста испытуемые должны отложить ручки или карандаши и сдать свой тест.
В управлении проектами сроки чаще всего связаны с вехами.
Понятие дедлайна вместе с понятием прокрастинации составляет персональную антропологию времени современного человека и относится к тайм-менеджменту.
Соблюдение сроков работником позволяет организовывать рабочее и не рабочее время, а также структурировать бизнес-процесс и проявлять уважение к клиенту и руководителю. Ориентирование на конкретный крайний срок выполнения задачи позволяет выполнять задания более эффективно. С другой стороны́ дедлайны в некоторых видах деятельности, например, творческой могут ухудшить результат. Основанные на времени целевые показатели эффективности сами по себе не влияют на индивидуальное ощущение повышения компетенции в такой степени, как неопределённость задачи, которая возникает при частом изменении такой цели.
Специалистами по эффективному управлению отмечается, что в тех компаниях, где устанавливаются и контролируются дедлайны, работники действуют более продуктивно, а специалистами в области организационного поведения отмечается, что чем больше стресса дедлайн вызывает у работника, тем меньше он открыт для поиска способов решения проблем. 
Работа, сданная с опозданием, считается значительно менее качественной, чем та же работа, сданная вовремя, согласно исследованию, опубликованному в журнале Organizational Behavior and Human Decision Processes в 2024 году. 

## История происхождения термина
Слово «deadline» произошло в XIX веке, так называли линию, которую нельзя пересекать в концентрационном лагере для военнопленных во время гражданской войны в США, но если её переступить, то охрана сразу открывала огонь на поражение. Фактически, этот термин больше не встречается в печати к концу XIX века, но вскоре он снова появляется в письменной форме в 1917 году как печатный термин для «руководства на станине печатного станка, за пределами которого текст не будет печататься». Три года спустя этот термин встречается в печати в значении «ограничения по времени» в издательской индустрии, указывая время, по истечении которого материал не попадёт в газету или периодическое издание.
В русском языке слово появилось в начале 1990-х годов и сперва писалось в орфографическом варианте как «дэдлайн». Вариант написания «дедлайн» был зафиксирован в орфографическом словаре под редакцией В. В. Лопатина в начале 2010-х годов.